# Самков, Василий Иванович
Василий Иванович Самков (27 марта 1918, дер. Афанасица, Тверская губерния — 28 марта 1976, дер. Дрюцково, Калининская область) — воздушный стрелок самолёта Ил-2 74-го гвардейского штурмового авиационного полка, гвардии старший сержант.

## Биография
Родился 27 марта 1918 года в деревне Афанасица Бежецкого уезда. Окончил 7 классов. Работал киномехаником.
В 1938 году был призван в Красную Армию. Участник Великой Отечественной войны с июня 1941 года. Осенью 1941 года участвовал в боях на Юго-Западном фронте, в составе 404-й отдельной зенитной батареи 76-й горно-стрелковой дивизии. Был награждён медалью «За отвагу». Позднее прошёл подготовку и стал воздушным стрелком на самолёте-штурмовике Ил-2. С осени 1944 года и до Победы воевал с составе 74-го гвардейского штурмового авиационного полка в экипаже лётчика И. П. Фонарёва.
С 15 по 20 октября 1944 года гвардии старший сержант Самков в составе экипажа штурмовика Ил-2 совершил 22 боевых вылета при прорыве обороны противника на границе с Восточной Пруссией. Участвовал в 3 воздушных боях, 8 штурмовках целей, уничтожив большое количество живой силы и огневых средств противника. 20 октября его экипажем в воздушном бою было отражено 7 атак истребителей врага.
Приказом от 4 ноября 1944 года гвардии старший сержант Самков Василий Иванович награждён орденом Славы 3-й степени.
С ноября 1944 года по январь 1945 года гвардии старший сержант Самков в составе экипажа совершил 20 боевых вылетов. В воздушном бою в районе города Кибартай отбил 3 атаки истребителей противника. При штурмовке наземных целей было уничтожено большое количество противников и огневых средств.
Приказом от 29 января 1945 года гвардии старший сержант Самков Василий Иванович награждён орденом Славы 2-й степени.
При ликвидации окруженной группировки противника южнее города Кёнигсберг гвардии старший сержант Самков в составе экипажа совершил 29 боевых вылетов и 6 раз вступал в бой с вражескими истребителями. 3 февраля и 18 марта участвовал в успешных воздушных ударах по артиллерийским позициям врага около городов Келеген, Пиллау, Раушен.
Указом Президиума Верховного Совета СССР от 29 июня 1945 года за исключительное мужество, отвагу и бесстрашие в боях с вражескими захватчиками гвардии старший сержант Самков Василий Иванович награждён орденом Славы 1-й степени. Стал полным кавалером ордена Славы.
В 1945 году был демобилизован. Вернулся на родину. До выхода на пенсию работал шофёром бензовоза в колхозе «Светлый путь» Бежецкого района. Затем вернулся к довоенной профессии киномеханика. Жил в деревне Дрюцково Бежецкого района. Скончался 28 марта 1976 года.
Награждён орденами Красной Звезды, Славы 3-х степеней, медалями.